# Card Flashing
Als Card Flashing (eng.: "eine Karte zeigen", "eine Karte aufdecken") wird im Texas Hold’em Poker eine Situation bezeichnet, in welcher der Dealer aus Versehen eine Karte aufdeckt und ihr Wert für mindestens einen Spieler ersichtlich wird. Wenn das bei der ersten oder zweiten, oder bei mehreren Karten passiert, so wird dieser Fehler als schwer genug angesehen, als dass dies als misdeal gewertet wird. Dies führt dazu, dass der Dealer die Karten wieder einsammelt und erneut dealt. 
Wenn eine Karte aufgedeckt wird, bei welcher es sich nicht um die erste oder zweite des Decks handelt, wird dies jedoch nicht automatisch als misdeal gewertet. In diesem Fall werden die Karten zunächst an die restlichen Spieler verteilt, sodass ein fairer weiterer Spielverlauf möglich ist. Der Spieler, dessen Karte aufgedeckt wurde, bekommt eine Ersatzkarte. Die aufgedeckte Karte wird allen Spielern am Tisch gezeigt. Abweichend zum normalen Spielablauf wird nun am Anfang der nächsten Wettrunde (dem Flop) die aufgedeckte Karte als burn card verwendet.
Wenn der Dealer eine Karte fallen lässt, so wird diese ebenfalls als aufgedeckt gewertet; unabhängig davon, ob diese tatsächlich von einem Spieler gesehen wurde oder nicht. Wenn mindestens eine burn card aufgedeckt wurde – wobei davon auszugehen ist, dass zu diesem Zeitpunkt bereits Wetten platziert wurden – wird diese aufgedeckte Karte wieder unter das Deck gemischt und das Spiel wird wie gewohnt fortgesetzt.